# Campylocentrum parahybunense
Campylocentrum parahybunense är en orkidéart som först beskrevs av João Barbosa Rodrigues, och fick sitt nu gällande namn av Robert Allen Rolfe. Campylocentrum parahybunense ingår i släktet Campylocentrum och familjen orkidéer. Inga underarter finns listade i Catalogue of Life.

## Bildgalleri

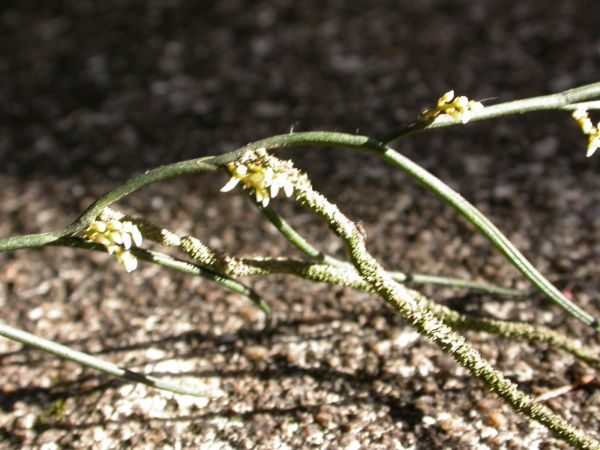
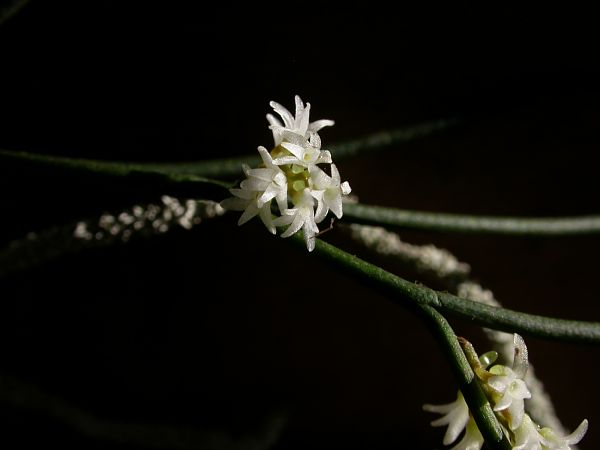
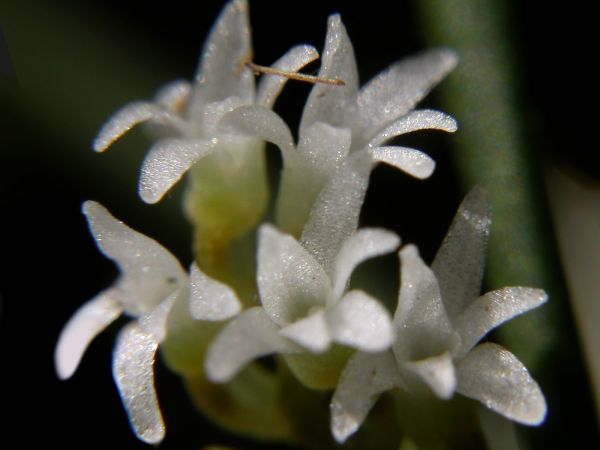
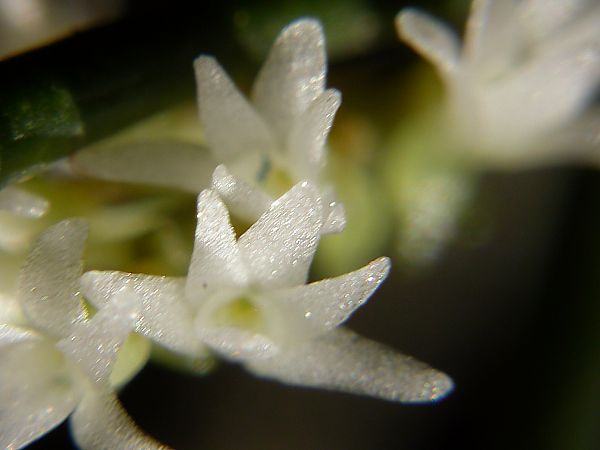
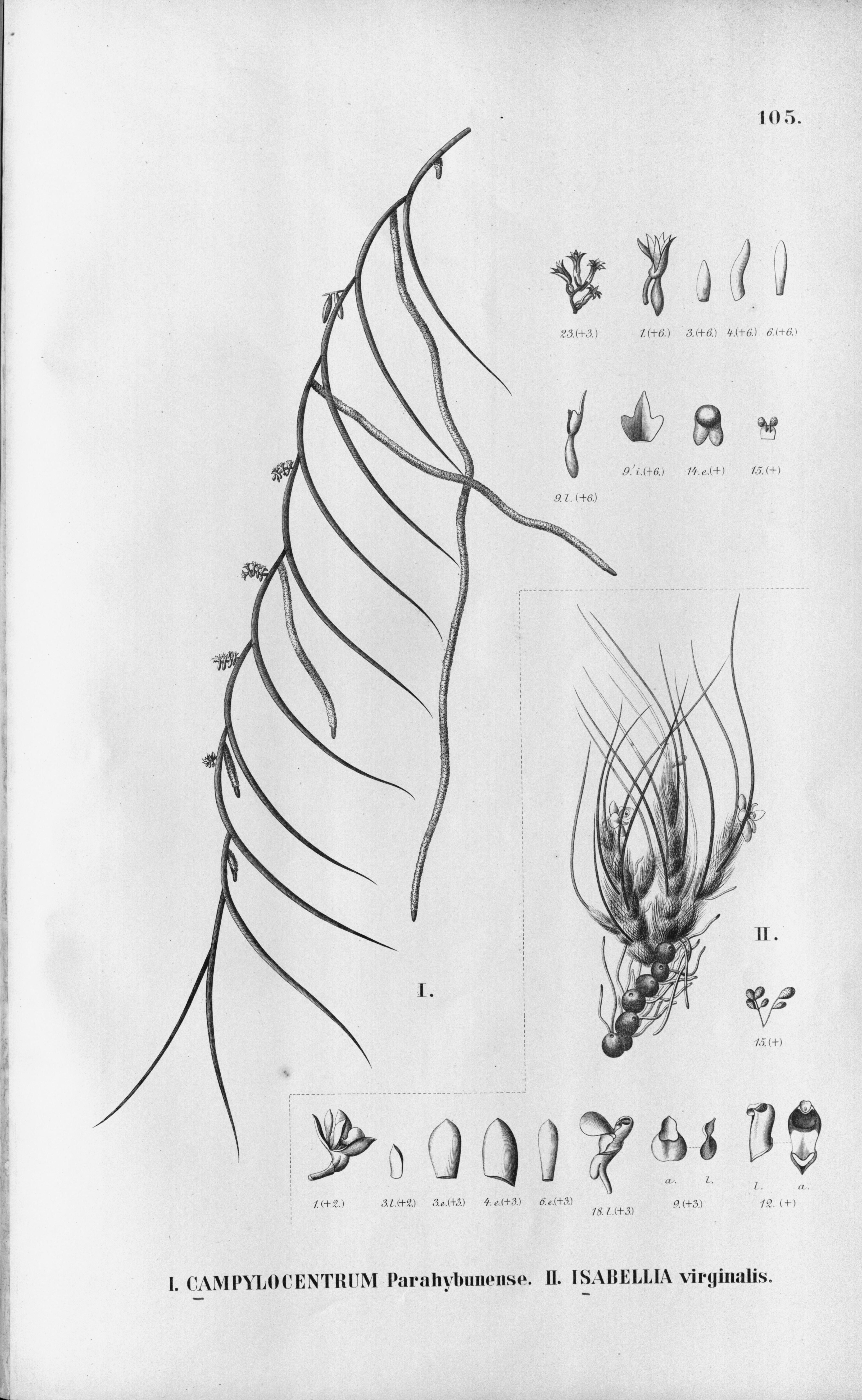